# Iglesia de los Jesuitas de Innsbruck
La iglesia de la Santísima Trinidad de Innsbruck, más conocida como iglesia Universitaria  o iglesia de los Jesuitas (en alemán: Jesuitenkirche), es una iglesia católica de Austria de estilo barroco erigida en el centro de la capital del estado de Tirol, cerca de la Antigua Universidad (que fue fundada casi al mismo tiempo en 1669). La Compañía de Jesús ya había fundado en 1562 la Akademisches Gymnasium en la ciudad y construyeron la nueva iglesia entre 1627 y 1676; la fachada principal fue flanqueada por dos torres en 1901. Los jesuitas todavía prestan servicios pastorales en ella.
La iglesia se considera una obra temprana del barroco en Innsbruck y es típica la estricta estructura de la fachada principal.

## Historia

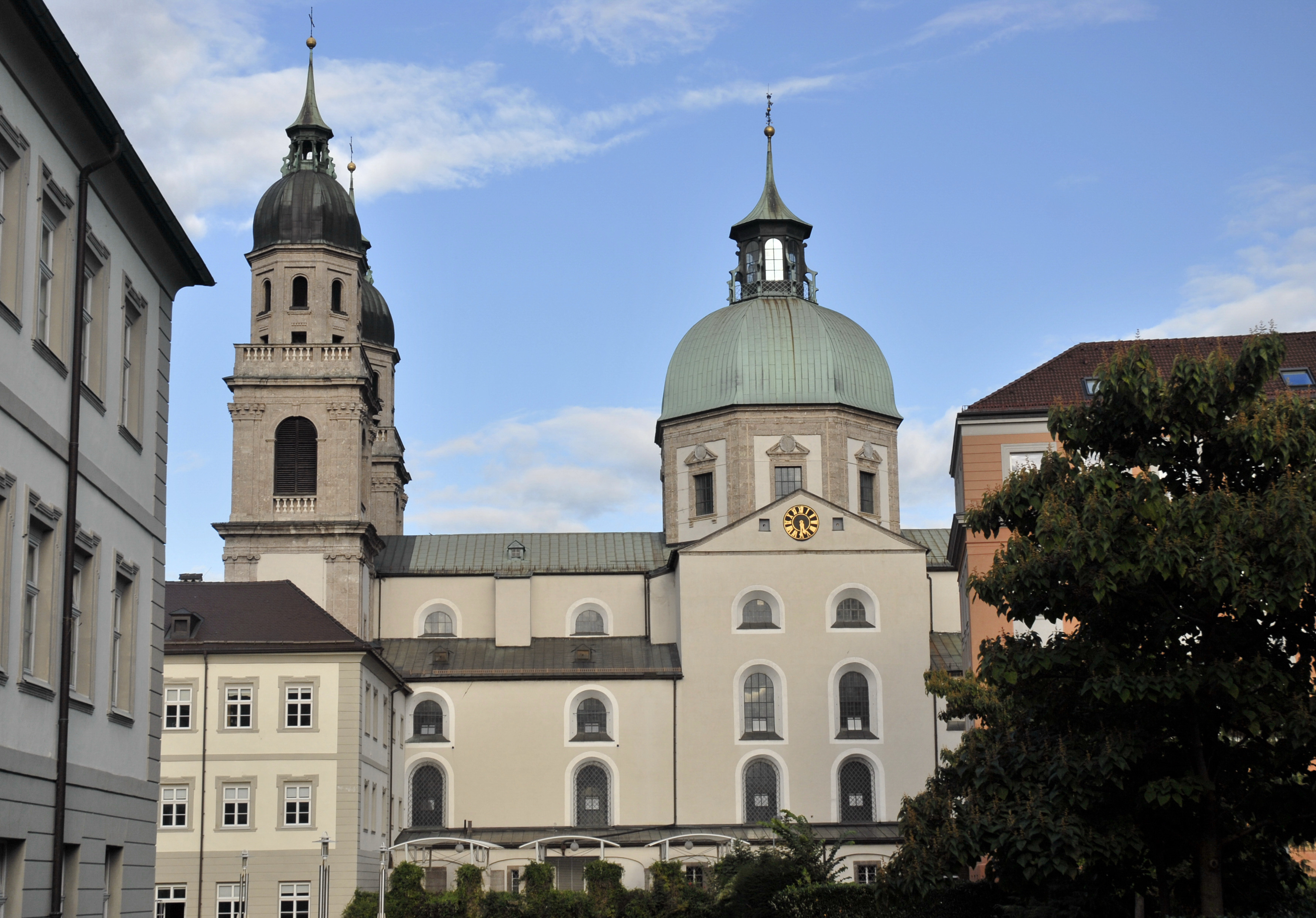
Vista lateral de la iglesia

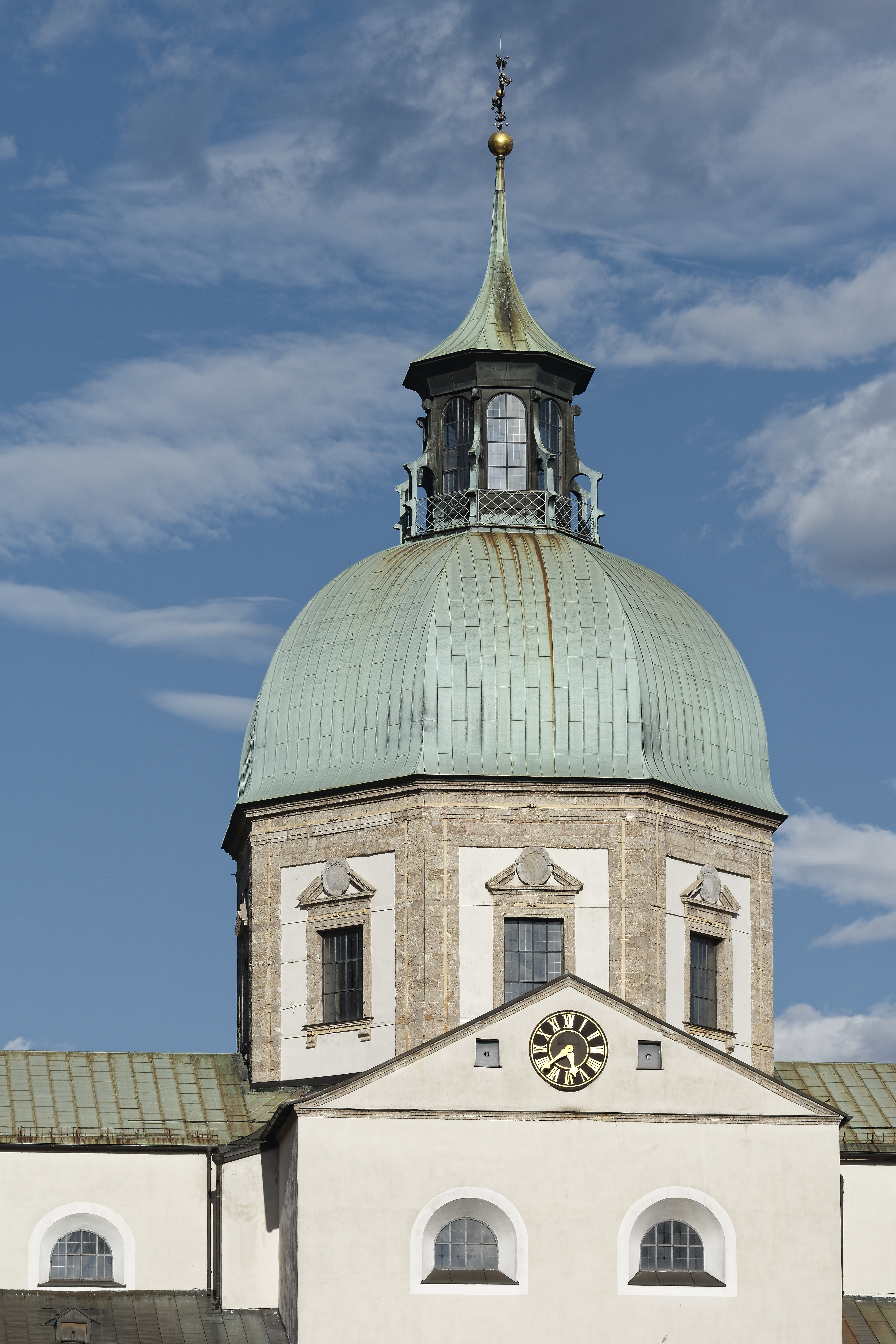
Vista de la cúpula

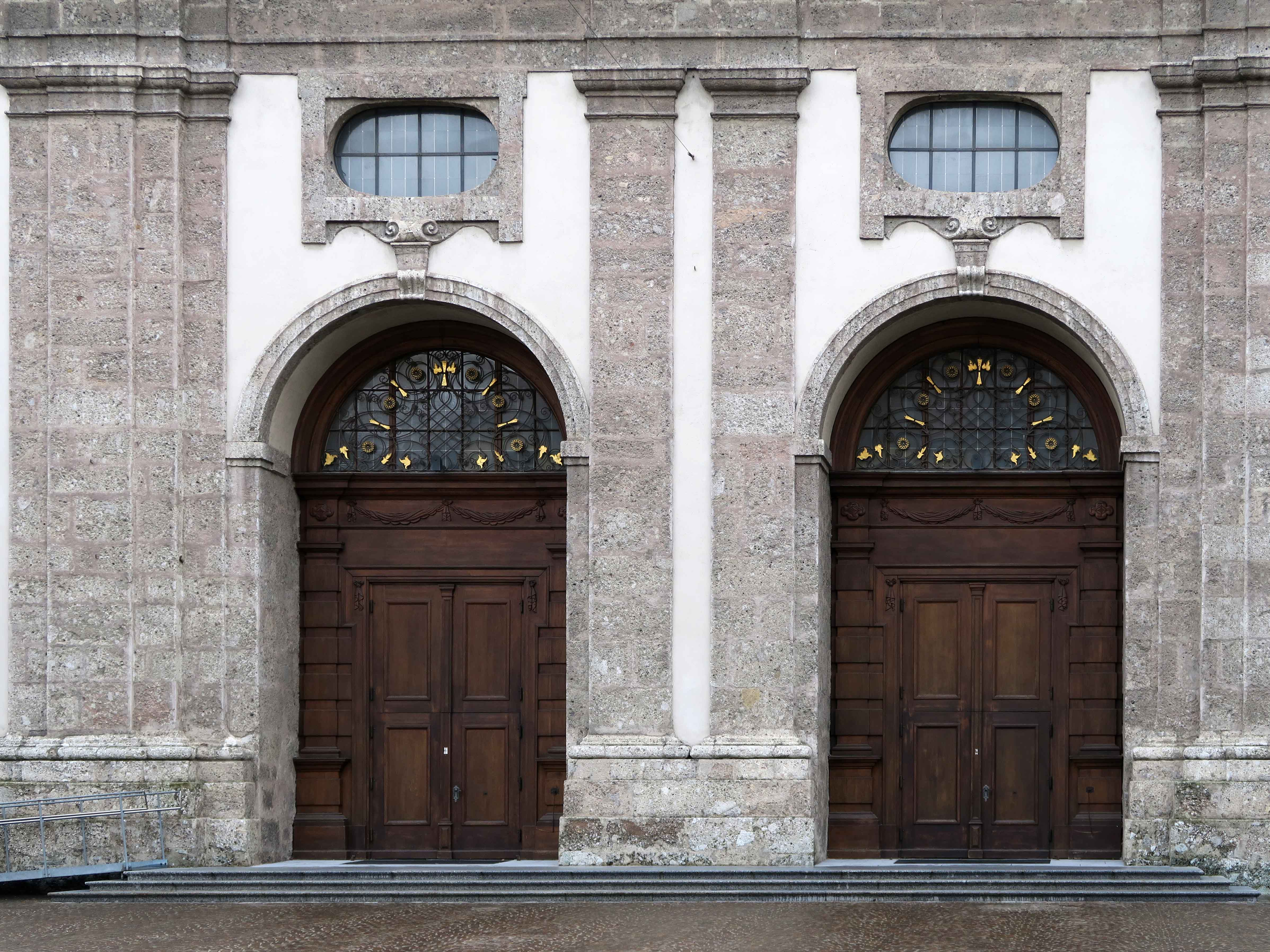
Vista de los portales de entrada

La iglesia de los jesuitas de Innsbruck fue uno de los primeros edificios barrocos construidos en esta ciudad. Los jesuitas ya se habían establecido en la ciudad mucho antes, en 1561, cuando Petrus Canisius era el padre provincial de las tierras de la Alta Alemania. A los jesuitas se les entregó una pequeña iglesia dedicada a San Pedro Salvatore, que pronto les quedó pequeña para sus actividades educativas y pastorales. Una primera iglesia, bajo el nuevo nombre de la Santísima Trinidad, fue construida en los años 1568-1571, durante el reinado del emperador y archiduque del Tirol Fernando II (1564-1595). El nuevo archiduque de Austria Anterior Maximiliano III de Austria (1612-1618) compró un terreno para construir otra iglesia mucho más grande para la  orden. El gobernante tenía a su disposición un sólido equipo de artistas y artesanos que ya habían realizado un proyecto para una iglesia de salón jesuita en Dillingen, Baviera (1619-1622). Entre ellos: el arquitecto y pintor de Múnich Matthias Kager, el maestro de construcción jesuita, el padre Joseph Scheiner de Ingolstadt, el maestro de albañilería Johann Albert Alberter de los Grisones y el padre Karl Fontaner del Tirol del Sur. Ese grupo de artistas comenzó a trabajar en 1616-1622, con una planta en cruz con cúpula central inspirarada en la iglesia del Gesù de Roma, pero en 1626 el edificio inacabado se derrumbó. 
El siguiente archiduque del Tirol, Leopoldo V (1619-1632) no renunció a esa plantilla de artistas y artesanos, el padre Karl Fontaner siguió siendo responsable del diseño de la iglesia, pero Leopoldo pidió al arquitecto italiano Santino Solari, que estaba trabajando en ese momento en la reconstrucción de la catedral de Salzburgo (1614-1628). La construcción del templo jesuita se reanudó en 1627, y las obras avanzaron rápidamente, ya que fue consagrado el 21 de enero de 1646. El diseñador de la fachada de la iglesia fue Christoph Gumpp el Joven.
La fragmentación de la fachada, su articulación vertical y horizontal mediante pedestales, cornisas destacadas, pilastras y listones. Según las reglas para la construcción de templos de la Orden de la Compañía de Jesús, sus iglesias no debían tener torres , pero como se puede ver, esa regla no se respetó y se construyeron dos torres en 1901, obra del arquitecto austriaco Friedrich Schachner (1841-1907) y que fueron donadas por Johann von Sieberer. Las dos torres, de planta cuadrada convirtiéndose en octógonos en los pisos superiores, tienen su innegable precedente en la fachada de la nueva catedral de Salzburgo.

## Lugar de culto de San Pirminio
Desde 1575 se encuentra en Innsbruck el cuerpo de san Pirminio, que también se convirtió en el santo patrón de la ciudad. Su lugar de enterramiento original fue en el monasterio del Palatinado Renano de Hornbach, cuyo último abad, Anton von Salm (1530-1564), guardó las reliquias en Espira en 1558 debido a la disolución del monasterio. Desde allí, en 1575, el antiguo presidente de la Tribunal de la Cámara Imperial de Espira y entonces gobernador del Tirol, el conde Schweikhard von Helfenstein, los llevó a Innsbruck, donde ahora se encuentran en un santuario creado por Rudolf Millonig en la iglesia de los jesuitas en 1954.

## Órgano y campanas
El órgano de la iglesia fue construido en 1959 por la empresa organera EF Walcker & Cie. La disposición proviene de Anton Heiller. El instrumento de cofre deslizante tiene 34 registros en tres teclados y un pedal. Como parte de una renovación general en 2004 y 2007-2008, la disposición se modificó ligeramente.
La gran campana de la torre norte (Schützenglocke), con un peso de 9200 kilogramos, es la cuarta campana más grande de Austria. Fue fundida en 1959 por la empresa Grassmayr y fue bendecida el 19 de julio, con motivo del 150.º aniversario de las batallas por la liberación del Tirol. Suena todos los viernes a las tres de la tarde en memoria de la muerte de Cristo en la Cruz y con motivo de las fiestas mayores. La pequeña campana de la torre sur (1597, 1300 kg) suena a la hora de la misa y del Ángelus.

Vistas interiores de la iglesia
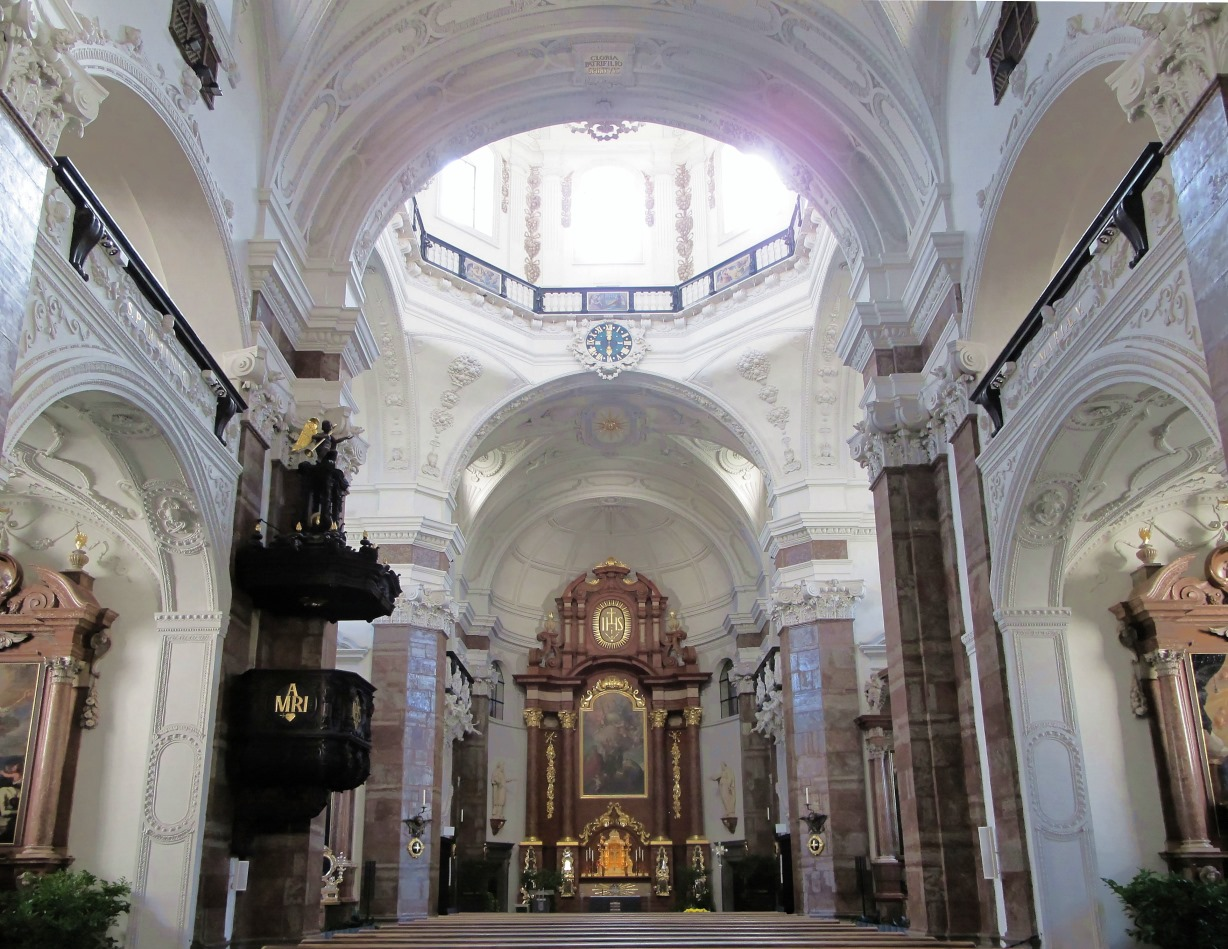
Vista de la nave y el altar principal
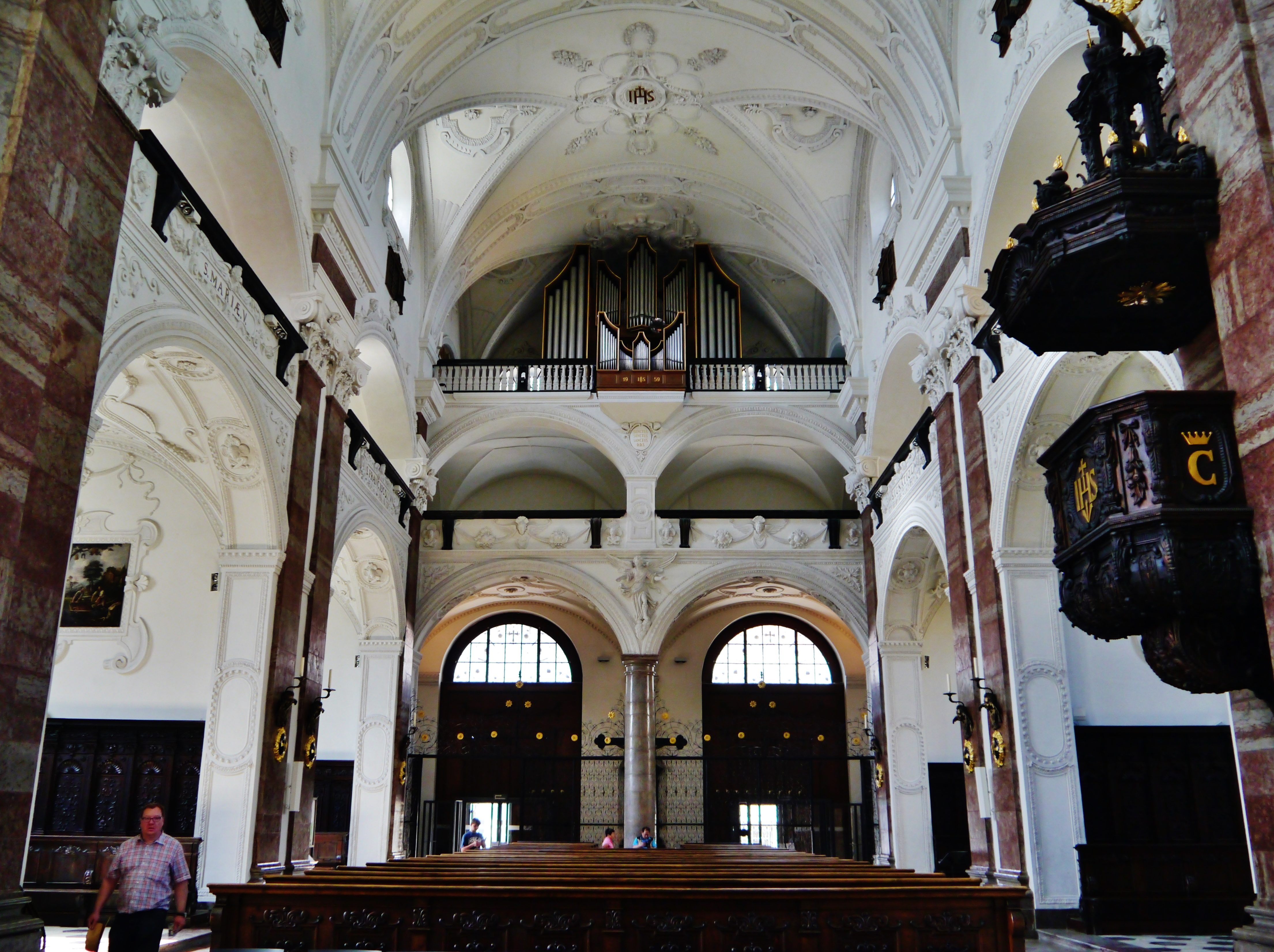
Vista de la entrada con el órgano de 1959
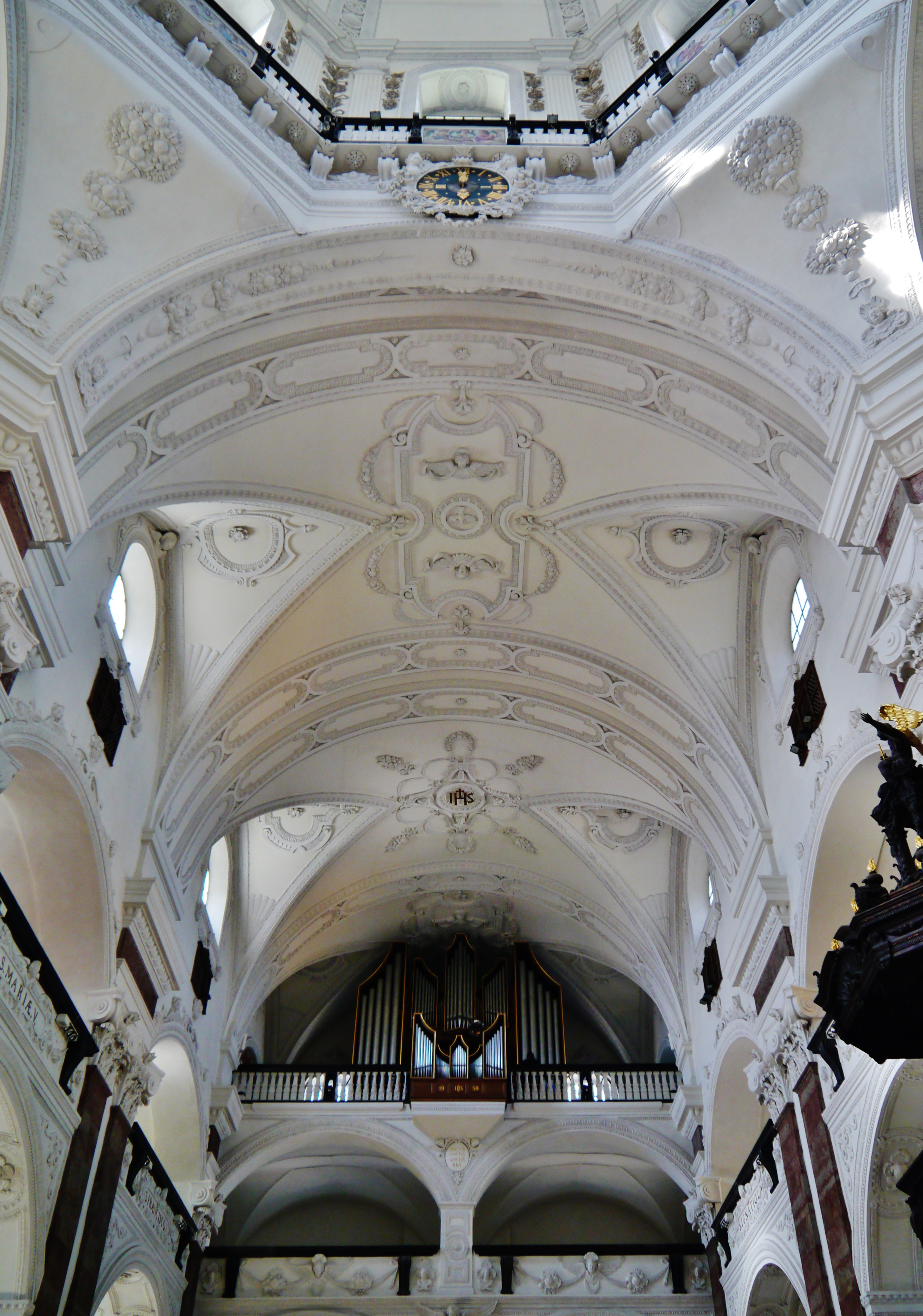
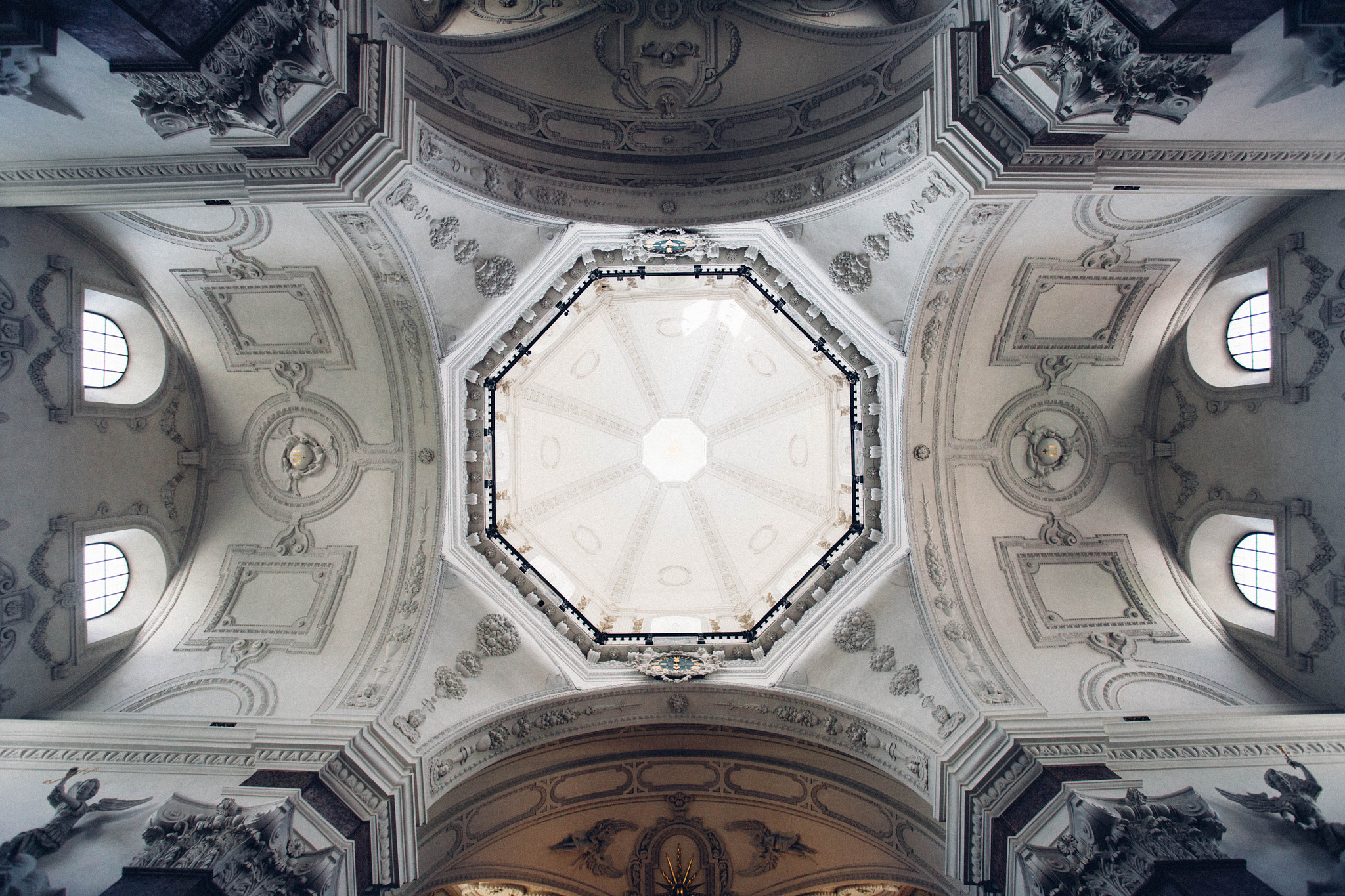
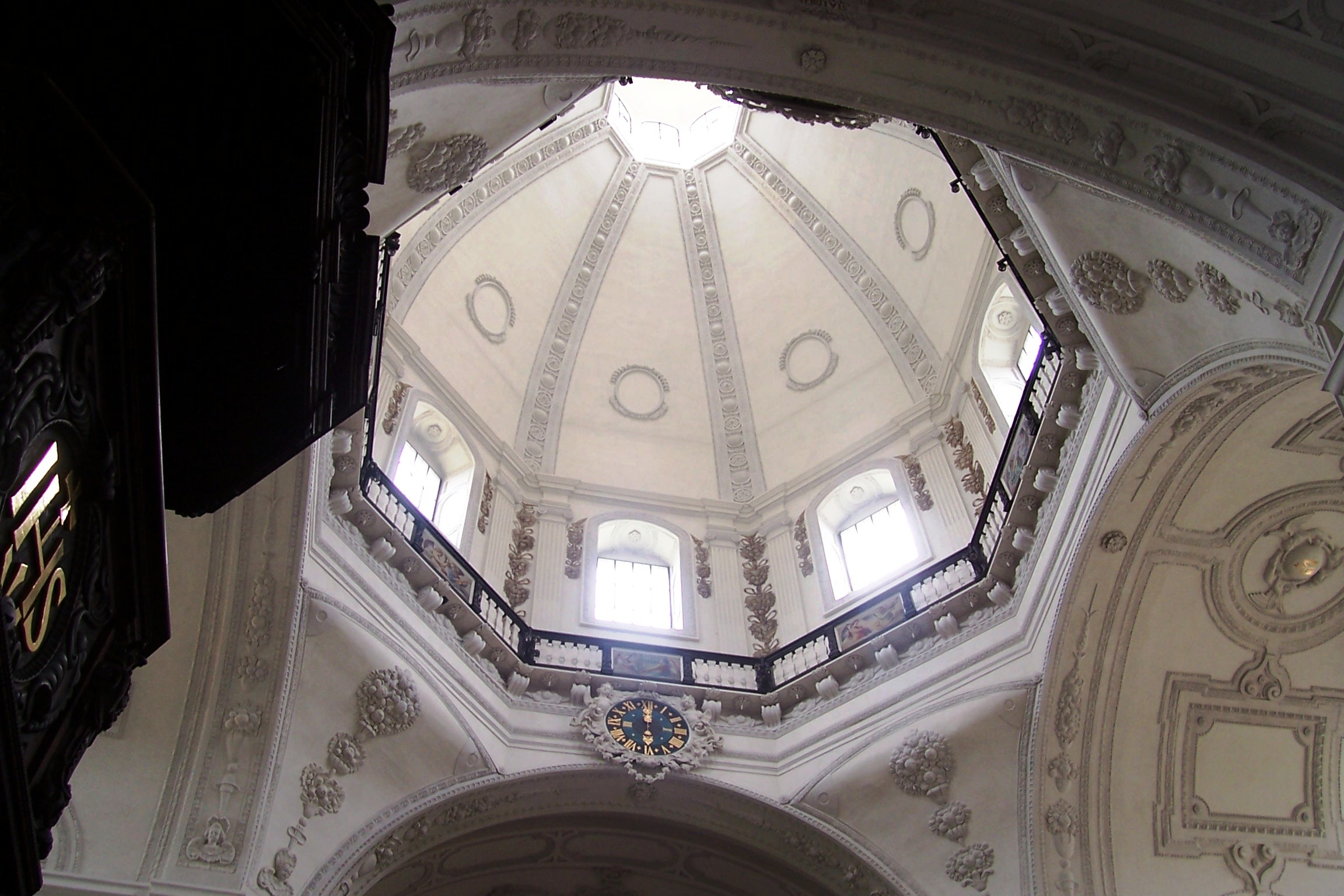

## Enterramientos
En la cripta están enterrados once miembros de la familia principesca, entre ellos el archiduque Leopoldo V de Austria (1586-1632), fundador de la iglesia, y su esposa, de soltera Claudia de Medici (1604-1648), así como sus hijos, el archiduque Fernando-Carlos de Austria, conde del Tirol (1628-1662) y el archiduque Segismundo Francisco de Austria (1630-1665).
En la cripta de la iglesia está enterrado el eminente teólogo  jesuita  Karl Rahner (1904-1984). La plaza pública donde se encuentra la iglesia pasó recientemente a llamarse en su honor: 'Karl-Rahner-Platz'.
En total son once los monumentos funerarios.

## Jesuitas que trabajaron en Innsbruck
- Franz Dangl
- Josef Andreas Jungmann
- Walter Kern
- Hans Bernhard Meyer
- Karl Rahner
- Raymund Schwager